# Travis Major
Travis Paul Major (tiếng Trung: 查維斯) là một cầu thủ bóng đá người Úc thi đấu ở vị trí tiền đạo or ở vị trí hậu vệ cho Giải bóng đá ngoại hạng Hồng Kông Club Hong Kong Pegasus.

## Sự nghiệp
Ngày 3 tháng 1 năm 2015 anh ký hợp đồng với đội bóng A-League Central Coast Mariners. Anh ghi bàn thắng đầu tiên và duy nhất trong thất bại 5–1 trước Sydney FC.
Major trải qua mùa giải 2016-17 với câu lạc bộ Hồng Kông Hong Kong Pegasus. Anh được giải phóng từ câu lạc bộ ở mùa giải sau đó. Vào tháng 8 năm 2017, Major trở lại Pegasus trong trại huấn luyện trước mùa giải ở Thái Lan.

## Danh hiệu
National Premier Leagues: 2015 

National Premier Leagues NSW Championship: 2010, 2014, 2016 

National Premier Leagues NSW Premiership: 2015 

Waratah Cup: 2014 

National Premier Leagues NSW Team Of The Year: 2011, 2012, 2013, 2014 

Player of the year NPL NSW 2014